# ۱۱۶۸ (قمری)
۱۱۶۸ (قمری)، هزار و صد و شصت و هشتمین سال در گاهشماری هجری قمری است. اول محرم این سال برابر با هجدهم اکتبر سال ۱۷۵۴ میلادی است.

## رویدادها
- سید رضا رفیعی هزارجریبی کلیددار آستان قدس علوی شد.